# Bojan Isailović
Bojan Isailović (Belgrado, 25 maart 1980) is een Servisch voormalig voetballer die speelde als doelman.

## Clubcarrière
Isailović maakte zijn debuut voor FK Rad en werd in het seizoen 2002/03 uitgeleend aan FK Srem Jakovo. Van 2005 tot 2006 speelde hij voor FK Sevojno, daarna voor FK Čukarički, Gençlerbirliği SK en terug voor FK Čukarički. Van 2010 tot 2012 speelde hij voor Zagłębie Lubin en eindigde bij FK Radnički Niš in 2013.

## Interlandcarrière
Isailović speelde op 14 december 2008 zijn eerste interland voor Servië, tegen Polen. Hij speelde sindsdien vier interlands Servië. In juni 2010 nam Isailović met Servië deel aan het WK voetbal 2010 in Zuid-Afrika, het eerste interlandtoernooi waarvoor het land zich ooit plaatste als onafhankelijk land. Als tweede doelman kwam Isailović niet aan spelen toe. Servië werd in de groepsfase uitgeschakeld na een overwinning op Duitsland (1–0) en nederlagen tegen Ghana (0–1) en Australië (1–2).

### Gespeelde interlands
| Interlands van Bojan Isailović voor Servië | Interlands van Bojan Isailović voor Servië | Interlands van Bojan Isailović voor Servië | Interlands van Bojan Isailović voor Servië | Interlands van Bojan Isailović voor Servië | Interlands van Bojan Isailović voor Servië | Interlands van Bojan Isailović voor Servië |
| №                                          | Datum                                      | Wedstrijd                                  | Uitslag                                    | Soort wedstrijd                            | Doelpunten                                 |                                            |
| Als speler van FK Čukarički                | Als speler van FK Čukarički                | Als speler van FK Čukarički                | Als speler van FK Čukarički                | Als speler van FK Čukarički                | Als speler van FK Čukarički                |                                            |
| ------------------------------------------ | ------------------------------------------ | ------------------------------------------ | ------------------------------------------ | ------------------------------------------ | ------------------------------------------ | ------------------------------------------ |
| 1                                          | 14 december 2008                           | Polen – Servië                             | 1 – 0                                      | Vriendschappelijk                          |                                            |                                            |
| Als speler van Gençlerbirliği SK           |                                            |                                            |                                            |                                            |                                            |                                            |
| 2                                          | 1 april 2009                               | Servië – Zweden                            | 2 – 0                                      | Vriendschappelijk                          |                                            |                                            |
| Als speler van FK Čukarički                |                                            |                                            |                                            |                                            |                                            |                                            |
| 3                                          | 14 november 2009                           | Noord-Ierland – Servië                     | 0 – 1                                      | Vriendschappelijk                          |                                            |                                            |
| Als speler van Zagłębie Lubin              |                                            |                                            |                                            |                                            |                                            |                                            |
| 4                                          | 2 juni 2010                                | Polen – Servië                             | 0 – 0                                      | Vriendschappelijk                          |                                            |                                            |

1 Stojković ·
2 Rukavina ·
3 Kolarov ·
4 Kačar ·
5 Vidić ·
6 Ivanović ·
7 Tošić ·
8 Lazović ·
9 Pantelić ·
10 Stanković  ·
11 Milijaš ·
12 Isailović ·
13 Luković ·
14 Jovanović ·
15 Žigić ·
16 Obradović ·
17 Krasić ·
18 Ninković ·
19 Petrović ·
20 Subotić ·
21 Mrđa ·
22 Kuzmanović ·
23 Đuričić ·
Coach: Antić